# Únětice (Plzeň)
Únětice é uma comuna checa localizada na região de Plzeň, distrito de Plzeň-jih.